# Jessica Polfjärd
Jessica Polfjärd, née le 27 mai 1971 à Séoul, est une femme politique suédoise.
Membre des Modérés, elle siège au Riksdag de 2006 à 2019 et au Parlement européen depuis 2019. Elle préside le Conseil nordique de janvier à juin 2019.